# كلية ريد
كلية ريد (بالإنجليزية: Reed College)‏ هي كلية خاصة للفنون الحرة في بورتلاند بولاية أوريغون في الولايات المتحدة الأمريكية، أُسست عام 1908. تقع الكلية في حي إيستمورلاند، وتتميز بهندسة معمارية على الطراز القوطي التودوري، إضافةً إلى محمية طبيعية مشجرة في وسط الحرم الجامعي. حصل خريجو الكلية على 123 منحة فولبرايت و73 زمالة واتسون وثلاث زمالات تشرشل. سجلت الكلية 32 منحة رودس، مما يجعلها الثانية بين كليات الفنون الحرة من حيث عدد الحاصلين عليها. احتلت الكلية المرتبة الرابعة في الولايات المتحدة من حيث نسبة الخريجين الذين يحصلون على درجة الدكتوراه.

## تاريخ
تأسس معهد ريد (الاسم القانوني للكلية) عام 1908، وبدأت الدراسة فيه عام 1911. سُميت الكلية تيمنًا برواد ولاية أوريغون سيميون جانيت ريد وزوجته أماندا ريد. عمل سيميون رجل أعمال في عدة مشاريع، من بينها التجارة عبر نهري ويلاميت وكولومبيا، وكان شريكًا مقربًا من عمدة بورتلاند السابق ويليام س. لاد. أقنع الوزير توماس لامب إليوت، الذي كان يعرف عائلة ريد من جوقة الكنيسة، سيميون بضرورة تأسيس الكلية. خصص ريد جزءًا من وصيته لدعم المشروع، وتبرع ويليام ميد لاد، نجل ويليام س. لاد، بـ40 فدانًا من أراضي شركة لاد إيستيت لبناء الكلية. تولى ويليام تروفانت فوستر، الأستاذ السابق في كلية بيتس وكلية بودوين، منصب أول رئيس للكلية (1910–1919).
تأسست كلية ريد كرد فعل مباشر ضد "النموذج السائد للتعليم في جامعات النخبة بالساحل الشرقي"، وتميزت بعدم وجود فرق رياضية جامعية أو نوادٍ أخوية أو جمعيات اجتماعية حصرية. التزمت الكلية منذ تأسيسها بالمساواة بين الجنسين، والاستقلال عن الطوائف الدينية، وبتوفير بيئة أكاديمية مكثفة تعزز الفكر والمعرفة.
شهدت فترة الثلاثينيات جدلًا حول القوانين الطلابية، حيث أعرب الرئيس ديكستر كيزر عن قلقه بشأن الاختلاط بين الطلاب والطالبات، وكذلك استهلاك الكحول داخل الحرم الجامعي. دافع جزء كبير من مجلس الطلاب عن موقف مفاده أن قوانين المشروبات الكحولية في ولاية أوريغون لا تنطبق على الكلية، وقاوم الطلاب بشدة فرض قيود على زيارة المساكن الطلابية المختلطة.
بعد الحرب العالمية الثانية، ارتفع عدد المسجلين بشكل كبير مع التحاق المحاربين القدامى بالكلية. اكتسبت الكلية سمعة بارزة بسبب توجه طلابها السياسي التقدمي.